# Nagytótfalu
Nagytótfalu is een plaats (község) en gemeente in het Hongaarse comitaat Baranya. Nagytótfalu telt 392 inwoners (2001).